# Antuco (vulcan)

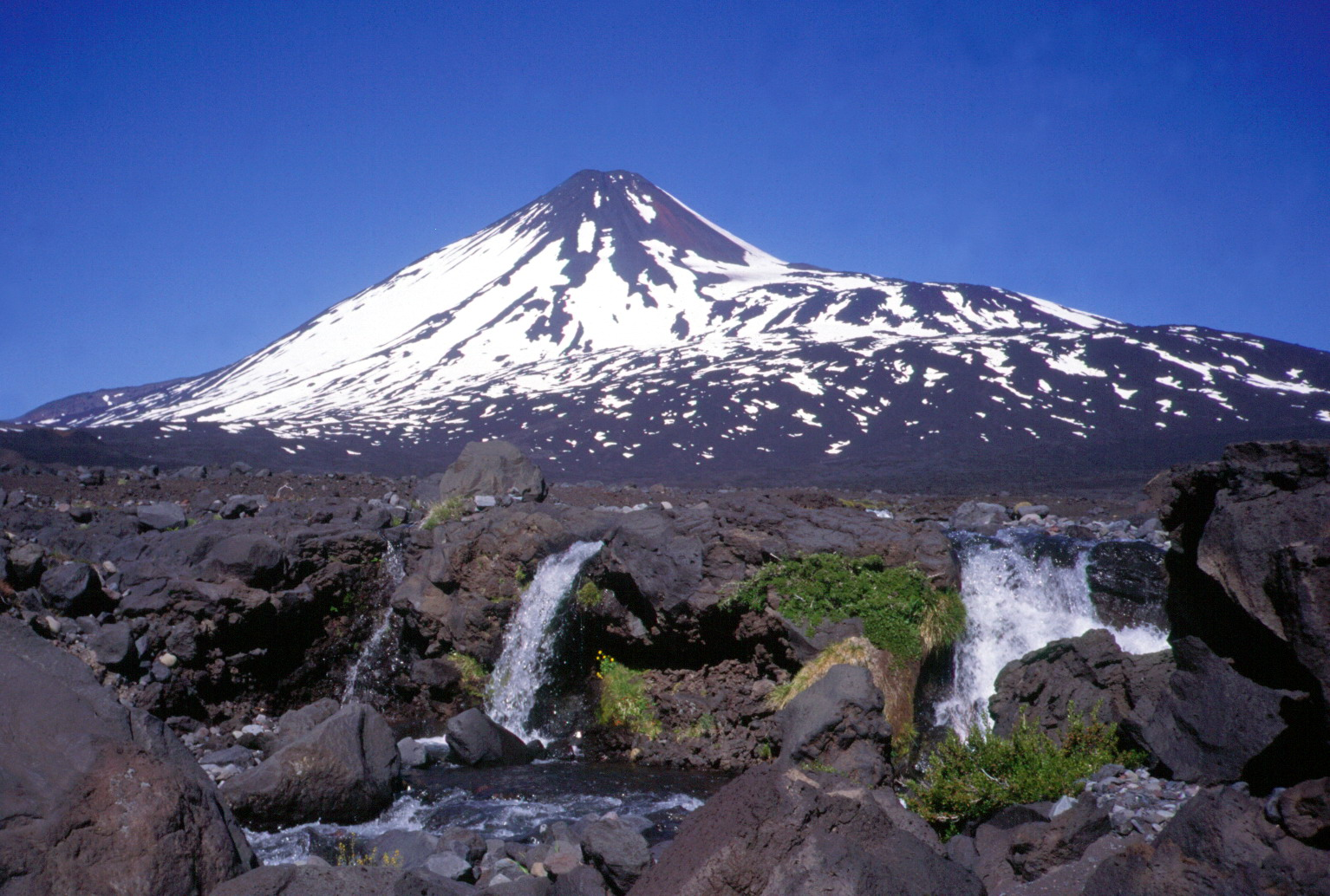
Antuco (vulcan)

Antuco este un vulcan situată în regiunea Biobío, provincia Biobío în Chile. Conul vulcanului atinge înălțimea la 2985 metri.

## Galerie

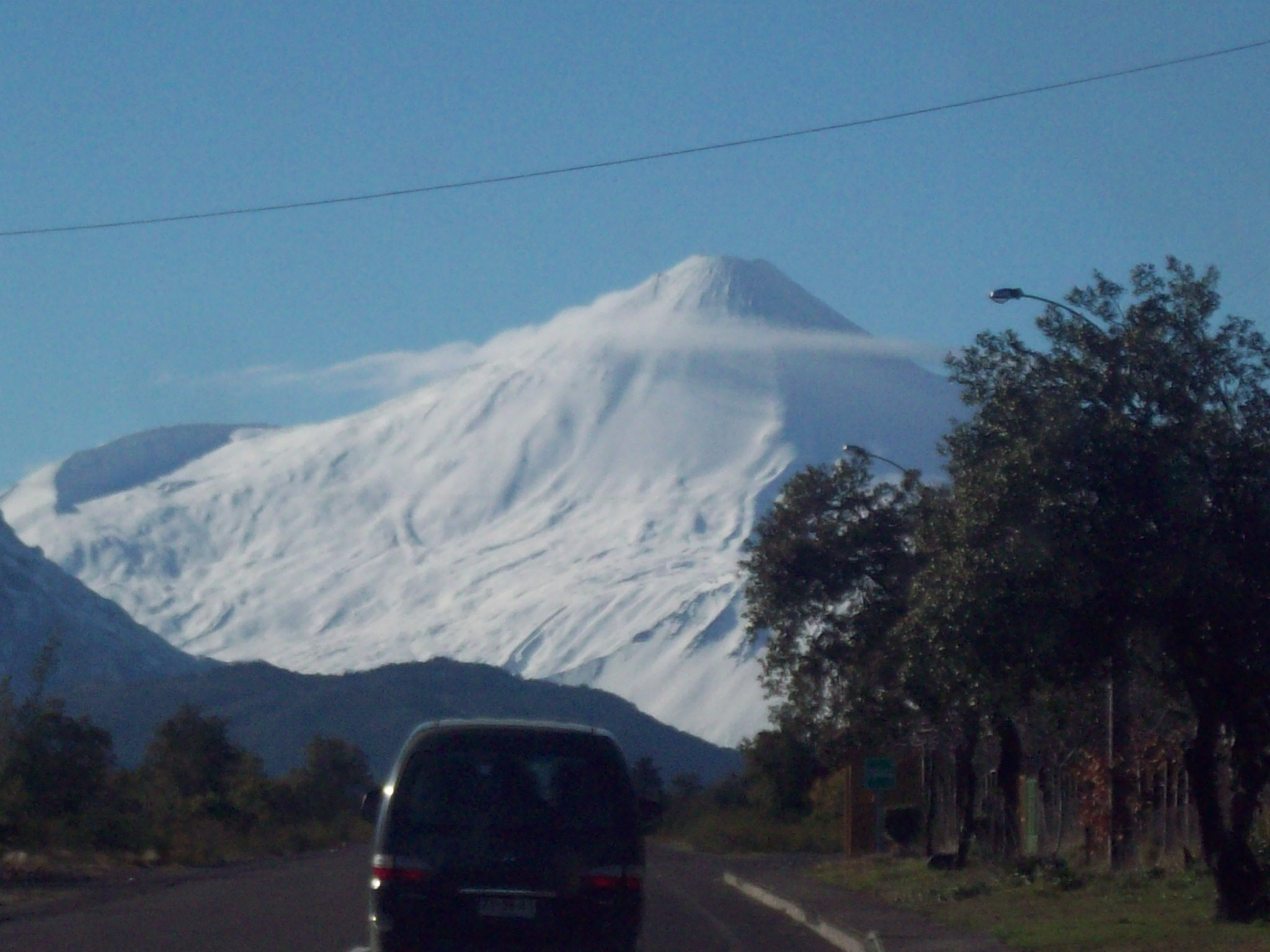
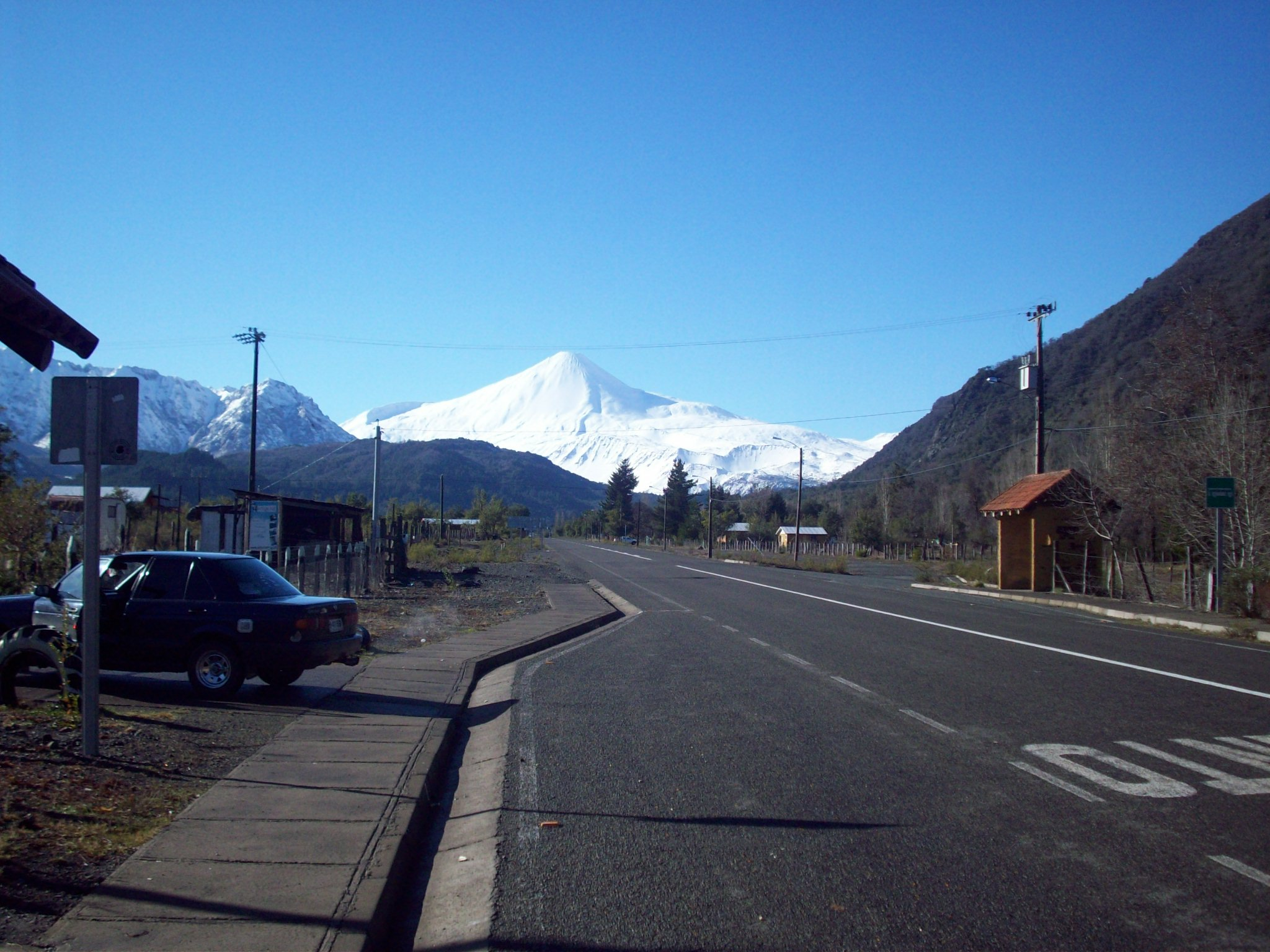
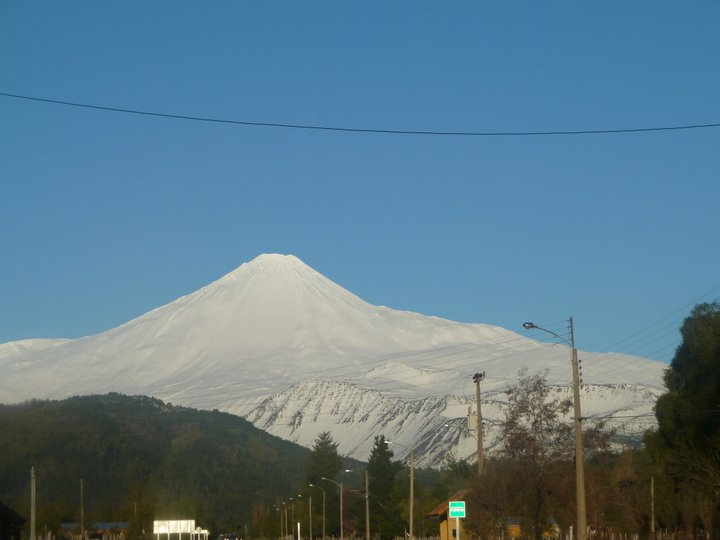